# De ludo scachorum
De ludo scachorum (Latijn: Over het schaakspel) is een oud manuscript van Luca Pacioli dat in 2006 werd herontdekt.
Het manuscript is omstreeks 1500 vervaardigd, toen de schaakregels bezig waren te veranderen naar de huidige schaakregels
(bijvoorbeeld dat een pion in de beginpositie twee velden vooruit mag).
Het manuscript bevat 100 schaakproblemen, die deels volgens de oude regels en deels volgens de nieuwe regels moeten worden opgelost.
In 2008 kwam het manuscript in de publiciteit, omdat de tekeningen van schaakstukken die als illustratie dienen, aan Leonardo da Vinci werden toegeschreven.